# N938 (België)
De N938 is een gewestweg in de Belgische provincie Namen. Deze weg vormt de verbinding tussen Méan en Achêne. 
De totale lengte van de N938 bedraagt ongeveer 25 kilometer.

## Plaatsen langs de N938
- Méan
- Maffe
- Failon
- Barvaux-Condroz
- Scy
- Pessoux
- Trisogne
- Chapois
- Leignon
- Achêne